# Arbeitgeberverband
Ein Arbeitgeberverband ist ein Zusammenschluss von Arbeitgebern (Unternehmer) zum Zwecke gemeinsamer Interessenvertretung gegenüber Gewerkschaften und Staat. Ein Arbeitgeberverband ist das tarif-, sozial-, arbeitsmarkt- und gesellschaftspolitische Sprachrohr seiner Mitglieder. Häufig sind Arbeitgeberverbände nach Branchen- oder Branchengruppen organisiert. In der Regel schließen sie sich zu nationalen, seit Bestehen der Europäischen Union auch zu europäischen Dachverbänden zusammen.
Das Haupttätigkeitsgebiet von Arbeitgeberverbänden sind Tarifverhandlungen und sie unterstützen ihre Mitglieder durch Informationsdienste und Rechtshilfe auf dem Gebiet von sozial-, tarif- und arbeitsmarktpolitischen Fragen. Auch betreiben Arbeitgeberverbände umfassende Lobby- und Öffentlichkeitsarbeit für ihre Mitglieder durch Abstimmung mit staatlichen Vertretern, Mitwirkung bei der rechtlichen Gestaltung und Durchsetzung der Rahmenbedingungen für Wirtschaftsförderung. International gesehen betrifft die Tätigkeit der Unternehmerverbände oft das Zurückdrängen des Verbraucherschutzes und der Arbeitnehmerrechte und die Ermöglichung für Großunternehmer die Steuerpflicht ins Ausland zu verlagern. Unter dem Schlagwort „Wirtschaftsfeindlichkeit“ versuchen die Arbeitgeberverbände durch strategisches Vorgehen ihrer Netzwerke Steuern (z. B. Finanztransaktionssteuer) oder rechtliche Rahmenbestimmungen (z. B. dokumentierende Rechtsformen) zu bekämpfen.

## Arbeitgeberverbände in Deutschland
Bundesweiter und branchenübergreifender Dachverband der Arbeitgeber ist die Bundesvereinigung der Deutschen Arbeitgeberverbände (BDA). Ihr größtes Mitglied ist der Arbeitgeberverband Gesamtmetall, in dem die Arbeitgeberverbände der Metall- und Elektroindustrie zusammengeschlossen sind. Daneben ist der Bundesarbeitgeberverband Chemie (BAVC) ein großer und einflussreicher Mitgliedsverband.
Regional organisierte Arbeitgeberverbände befassen sich besonders mit den Interessen der regionalen Wirtschaft. So vertritt z. B. der AGA Unternehmensverband mittelständische Unternehmen aus den Bereichen Groß- und Außenhandel sowie unternehmensbezogene Dienstleistung, die in Norddeutschland angesiedelt sind. Themen der regionalen Lobbyarbeit des Verbandes sind u. a. der Erhalt des Hamburger Freihafens oder die Ausbildungssituation in Norddeutschland. Der Verband sorgt außerdem dafür, dass Geschäftsführer und norddeutsche Politiker zum Meinungsaustausch zusammenkommen. Die Mitgliedsunternehmen werden in arbeitsrechtlichen Fragen vor norddeutschen Gerichten vertreten.
Es haben sich zwei grundlegende Formen der Mitgliedschaft in Arbeitgeberverbänden entwickelt:
a) Die klassische tarifbindende Mitgliedschaft: Der Tarifverband handelt für seine Mitgliedsunternehmen den Flächentarifvertrag aus und die Mitglieder sind an diesen Tarifvertrag gebunden.
b) Die OT-Mitgliedschaft: Die Mitgliedsunternehmen haben alle Vorteile und Dienstleistungen eines klassischen Arbeitgeberverbandes, sind aber nicht an einen Flächentarifvertrag gebunden („OT“ steht für „ohne Tarifbindung“).
Das Bundesverfassungsgericht (BVerfG) hat diese Praxis in einem Beschluss vom 1. Dezember 2010 (1 BvR 2593/09) gebilligt und einige Regeln aufgestellt.

## Arbeitgeberverbände in Österreich
Siehe: Industriellenvereinigung und Wirtschaftskammer Österreich.

## Arbeitgeberverbände in der Schweiz
Die Arbeitgeberverbände der Eidgenossenschaft sind im Schweizerischen Arbeitgeberverband organisiert.

## International

### Europa
Auf europäischer Ebene besteht der Dachverband europäischer Arbeitgeberverbände BUSINESSEUROPE.

### Frankreich
Die bekanntesten Arbeitgeberverbände in Frankreich sind die Union nationale des professions libérales (UNAPL), das Mouvement des entreprises de France (MEDEF), die Confédération Générale des Petites et Moyennes Entreprises (CGPME) und die Fédération nationale des syndicats d'exploitants agricoles (FNSEA).

### Vereinigtes Königreich
Die Confederation of British Industry (CBI) vertritt nach eigenen Angaben rund 1500 Einzelmitglieder sowie 140 Branchenverbände, in denen 188.500 Betriebe organisiert sind. Der Bauernverband von England und Wales, die National Farmers’ Union (NFU), ist mit 55.000 Mitgliedsbetrieben die größte im CBI repräsentierte Branchenorganisation.

## Geschichte (Deutschland)
Die liberalen Auffassungen des 19. Jahrhunderts sahen in Arbeitgeberverbänden die Gefahr von Kartellen. Umso mehr galt dies für kollektive Tarifverträge. Nachdem sich seit Mitte des 19. Jahrhunderts zunehmend Gewerkschaften gebildet hatten und erste Tarifverträge abgeschlossen worden waren, änderte sich die Auffassung langsam. Im August 1869 wurde der Deutsche Buchdruckerverein gegründet. 1890 wurde der Gesamtverband Deutscher Metallindustrieller gegründet. 1904 erfolgte die Gründung zweier Dachverbände, der Hauptstelle der deutschen Arbeitgeberverbände (gegründet 1904 als Vertretung der schwerindustriellen Arbeitgeber) und des Vereins deutscher Arbeitgeberverbände (gegründet 1904 als Vertretung der Arbeitgeber in der verarbeitenden Industrie). Im Jahr 1913 schlossen sich diese zur Vereinigung Deutscher Arbeitgeberverbände zusammen.
1920 waren bereits Betriebe mit 8 Millionen Mitarbeitern in Arbeitgeberverbänden organisiert. Mit der Machtergreifung der Nationalsozialisten wurden die Arbeitgeberverbände aufgelöst und in der DAF gleichgeschaltet. Nach dem Zweiten Weltkrieg blieben die Arbeitgeberverbände in der SBZ bzw. DDR verboten. In den Westsektoren knüpfte man an die Traditionen der Zeit vor 1933 an. 1947 wurde die Arbeitsgemeinschaft der Arbeitgeber der Westzone gebildet, aus der 1948 das Zentralsekretariat der Arbeitgeber des Vereinigten Wirtschaftsgebietes wurde. November 1950 entstand die Bundesvereinigung der Deutschen Arbeitgeberverbände (BDA). 1987 betrug der Organisationsgrad geschätzte 80 %.

### Standardwerk
- Wolfgang Schroeder / Bernhard Weßels (Hrsg.): Handbuch Arbeitgeber- und Wirtschaftsverbände in Deutschland. VS Verlag für Sozialwissenschaften, Wiesbaden 2010.

### Weitere Literatur
- Martin Behrens: Das Paradox der Arbeitgeberverbände. edition sigma, Berlin 2011, ISBN 3-8360-8730-8.
- Gerhard Erdmann: Die deutschen Arbeitgeberverbände im sozialgeschichtlichen Wandel der Zeit, Luchterhand, Neuwied/Berlin 1966.
- Gerhard Kessler: Die deutschen Arbeitgeberverbände. Duncker & Humblot, Leipzig 1907.
- Roswitha Leckebusch: Entstehung und Wandlung der Zielsetzungen, der Struktur und der Wirkungen von Arbeitgeberverbänden, Duncker & Humblot, Berlin 1966.
- Paul R. Melot de Beauregard: Mitgliedschaft in Arbeitgeberverbänden und Tarifbindung. Diss. 2001, ISBN 3-631-39295-8